# فرودگاه بهادراپور
فرودگاه بهادراپور (به انگلیسی: Bhadrapur Airport) (به زبان بومی: Chandragadhi Airport) یک فرودگاه همگانی با کد یاتا BDP است که یک باند فرود آسفالت دارد و طول باند آن ۱۲۰۹ متر است. این فرودگاه در کشور نپال قرار دارد و در ارتفاع ۹۱ متری از سطح دریا واقع شده‌است.